# Wakamarina (rivière)
La rivière Wakamarina (en anglais : Wakamarina River) est un cours d’eau de la région de Marlborough dans l’île du Sud de la Nouvelle-Zélande.

## Géographie
Elle s’écoule principalement vers le nord-est à partir de son origine dans la chaîne de Richmond Range pour atteindre  le fleuve Pelorus au niveau de la ville de Canvastown, à 10 km à l’ouest de Havelock. 
En 1864, de l’or fut trouvé dans la rivière près de Havelock, et bientôt environ 6 000 hommes se mirent à travailler dans la zone. La ruée vers l’or ne dura pas longtemps et la plupart des mineurs repartirent pour la ruée vers l’or de la West Coast .